# Netzedistriktet
Netzedistriktet var 1772-1807 den del av Polen, som vid landets första delning (1772) tillföll Preussen och bildade en särskild del av Westpreussen. 9 350 km². Genom freden i Tilsit måste Preussen avstå nästan hela området till hertigdömet Warschau, men erhöll det tillbaka genom freden i Wien 1815. Det delades sedan på regeringsområdena Marienwerder och Bromberg.